# Celebrate the Day
"Celebrate the Day" là một đĩa đơn của Herbert Grönemeyer hợp tác với cặp song ca Amadou et Mariam và là nhạc hiệu chính thức của Giải vô địch bóng đá thế giới 2006 được tổ chức ở Đức. Bên cạnh bản tiếng Anh, Grönemeyer cũng thu âm bản tiếng Đức mang tên "Zeit, dass sich was dreht" (ở Đức, Thụy Sĩ, Liechtenstein, Áo và Ý (Trentino-Nam Tirol)) với nội dung có một ít khác biệt. Bài hát có mặt trên đĩa CD Zeit, dass sich was dreht.

## Bảng xếp hạng
| Bảng xếp hạng (2006)   | Vị trí cao nhất |
| ---------------------- | --------------- |
| Áo (Ö3 Austria Top 40) | 2               |
| Đức (GfK)              | 1               |